# Ширяєво (Самарська область)
Ширяєво (рос. Ширяево) — село в Самарській області на правому березі Волги в межах Жигулівського заповідника в широкій долині біля Жигулівських гір. З 1 січня 2006 року входить до складу міського округу Жигульовськ.
В 1870 році російський художник Ілля Рєпін у свої 26 років відвідав височину Жигулі і села разом з іншими художниками: Євгеном Васильєвим, Федором Макаровим і його братом - музикантом Васильєвим, і там написав свою знамениту картину «Бурлаки на Волзі».